# Kārlis Šadurskis

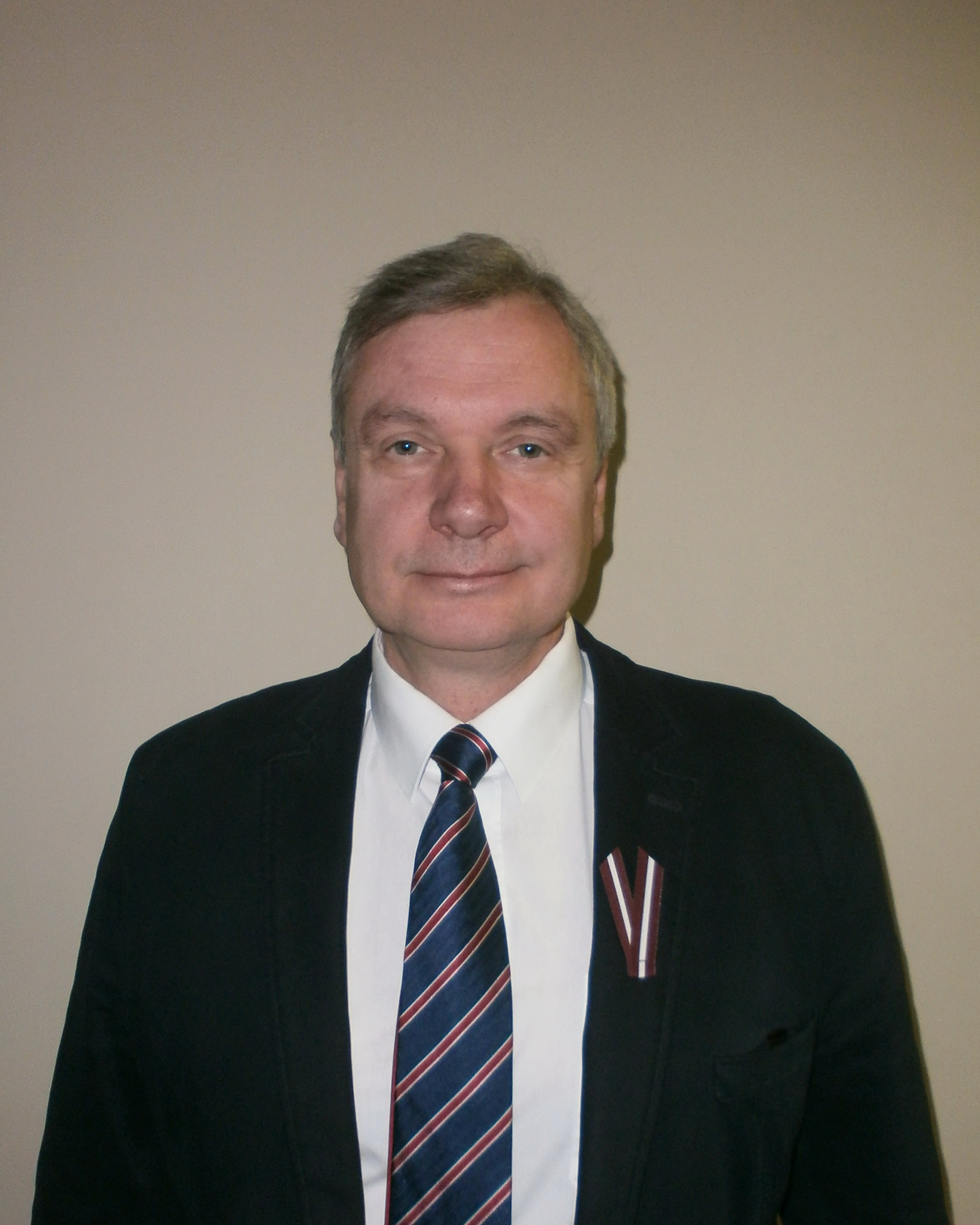
Kārlis Šadurskis (2013)

Kārlis Šadurskis (* 11. Oktober 1959 in Riga) ist ein lettischer Mathematiker und Politiker der Partei Vienotība.

## Leben

### Tätigkeit als Mathematiker
Kārlis Šadurskis besuchte die Technische Universität Riga und machte dort zwei Hochschulabschlüsse als Ingenieur und Mathematiker, spezialisiert auf Angewandte Mathematik, dort wurde er auch Kandidat der technischen Wissenschaften, ehe er an der Universität Lettlands zum Doktor der Mathematik promovierte. An der TU Riga war er als leitender wissenschaftlicher Mitarbeiter, Lehrbeauftragter, Dozent und Assistenzprofessor tätig, ferner leitete er dort den Lehrstuhl für Wahrscheinlichkeitstheorie und mathematische Statistik und war Professor.

### Laufbahn als Politiker
Nachdem er zunächst Mitglied der LNNK war, gründete Kārlis Šadurskis 2002 die Partei Jaunais laiks, deren Vorstand er angehörte. 2008 gründete er eine weitere Partei, Pilsoniskā savienība, bei der er auch im Vorstand saß. 2010 wurde er stellvertretender Vorsitzender, ehe seine Partei in der neuen Vereinigung Vienotība aufging, in der er ebenfalls im Vorstand sitzt.
Šadurskis gehörte der Saeima von 2002 bis 2011 an. Von 2002 bis 2004 war er als Nachfolger von Kārlis Greiškalns lettischer Minister für Bildung und Wissenschaft. Später war er parlamentarischer Sekretär im Verteidigungsministerium und Sekretär der Saeima. Vom 1. Dezember 2011 bis zum Juli 2014 gehörte er dem Europäischen Parlament als Abgeordneter an. Sein Mandat erhielt er durch den Vertrag von Lissabon. Im Kabinett Kučinskis übernahm er 2016 noch einmal den Posten des Ministers für Bildung und Wissenschaft. Im November 2018 rückte er für Artis Pabriks als Mitglied des 8. Europäischen Parlamentes nach.